# Xylotrechus arvicola
Xylotrechus arvicola es una especie de escarabajo longicornio del género Xylotrechus. Fue descrita científicamente por Olivier en 1795.
Se distribuye por Georgia, Serbia, Bosnia y Herzegovina, Croacia, Cerdeña, Rusia europea, Córcega, Macedonia, Moldavia, Sicilia, Ucrania (Crimea), Lituania, Chequia, Letonia, Irán, Eslovaquia, Azerbaiyán, Armenia, Eslovenia, Albania, Estonia, Argelia, Austria y Bélgica. Mide 8-21 milímetros de longitud. El período de vuelo ocurre en los meses de mayo, junio, julio y agosto.

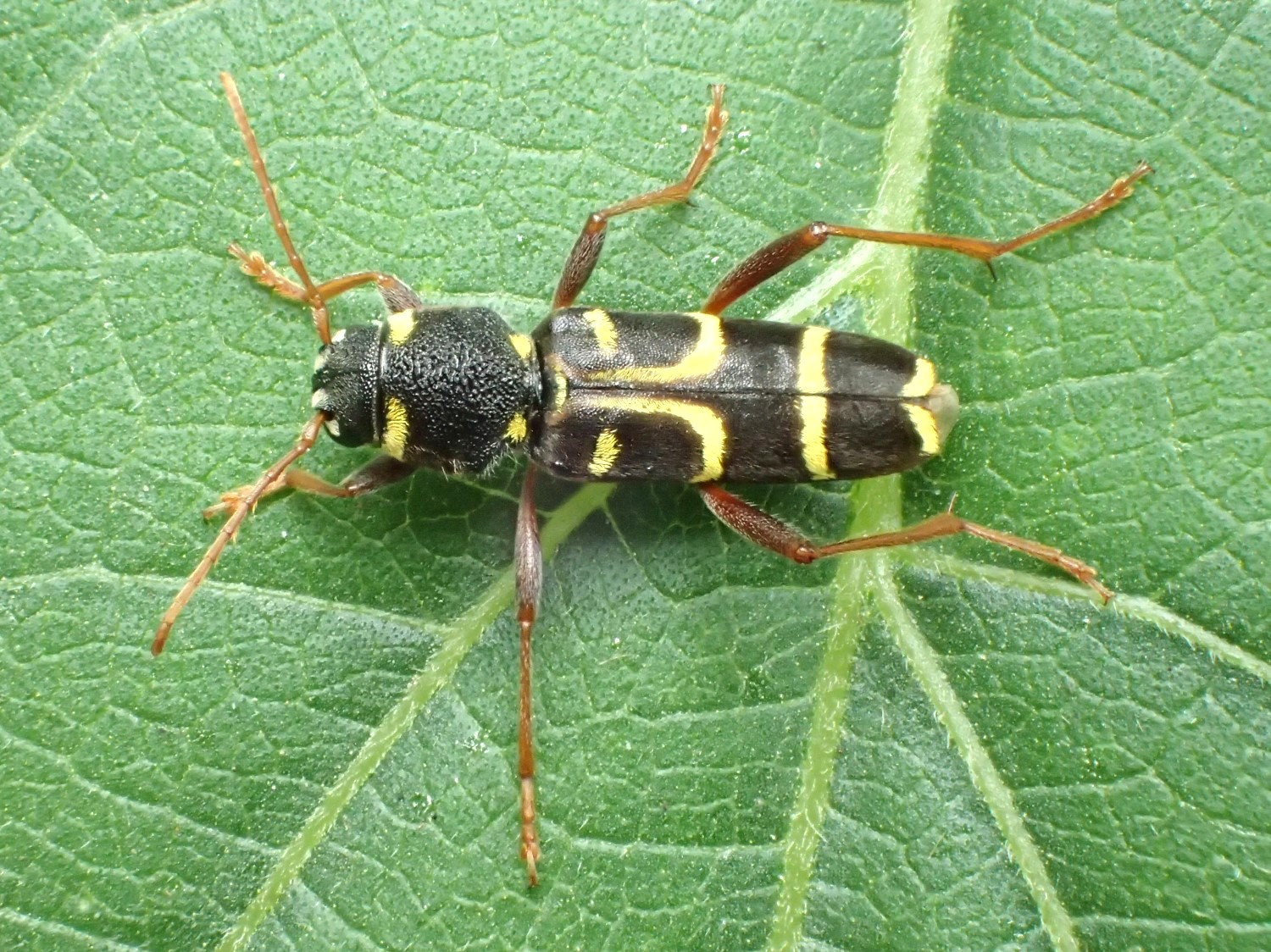
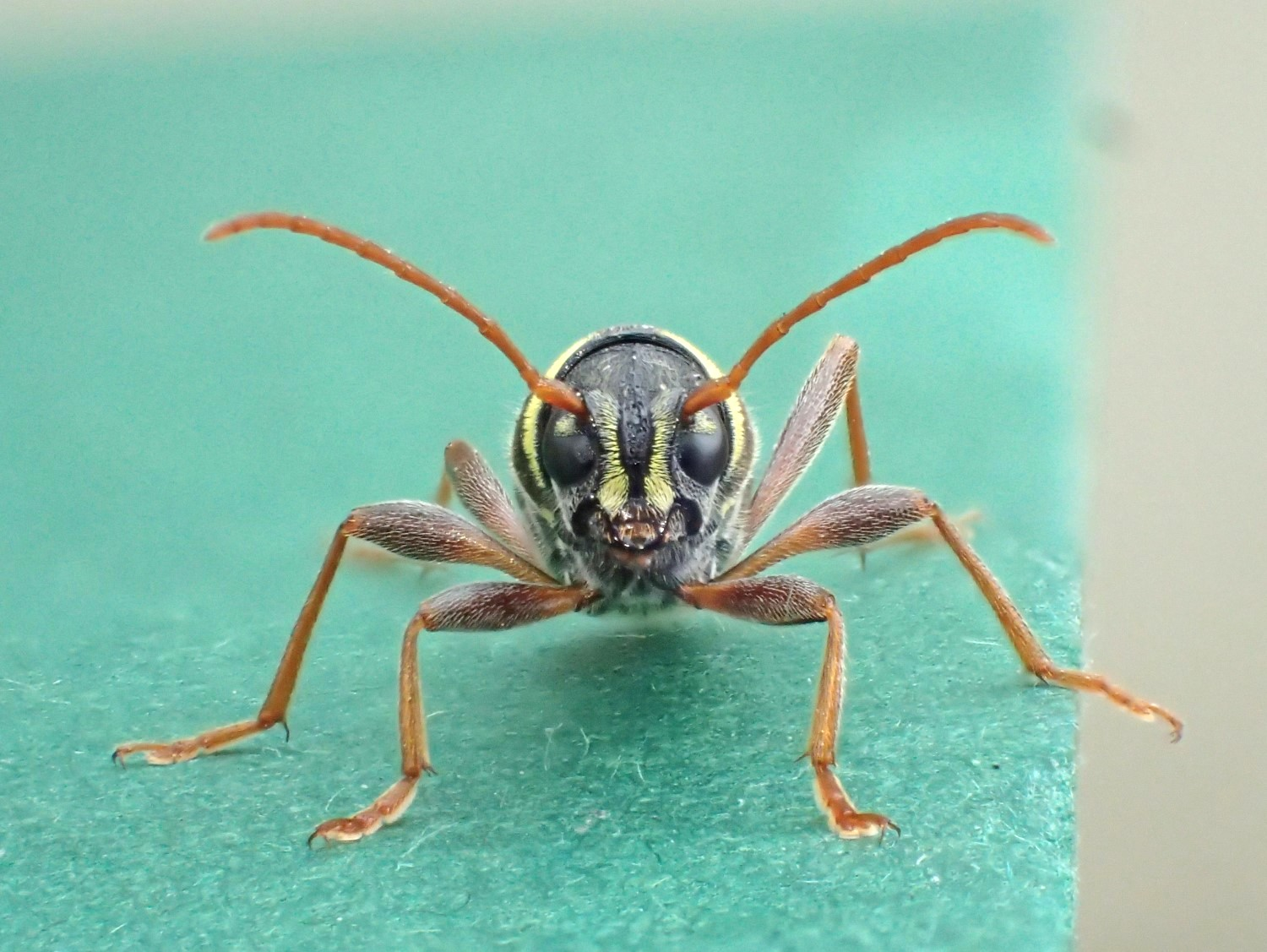
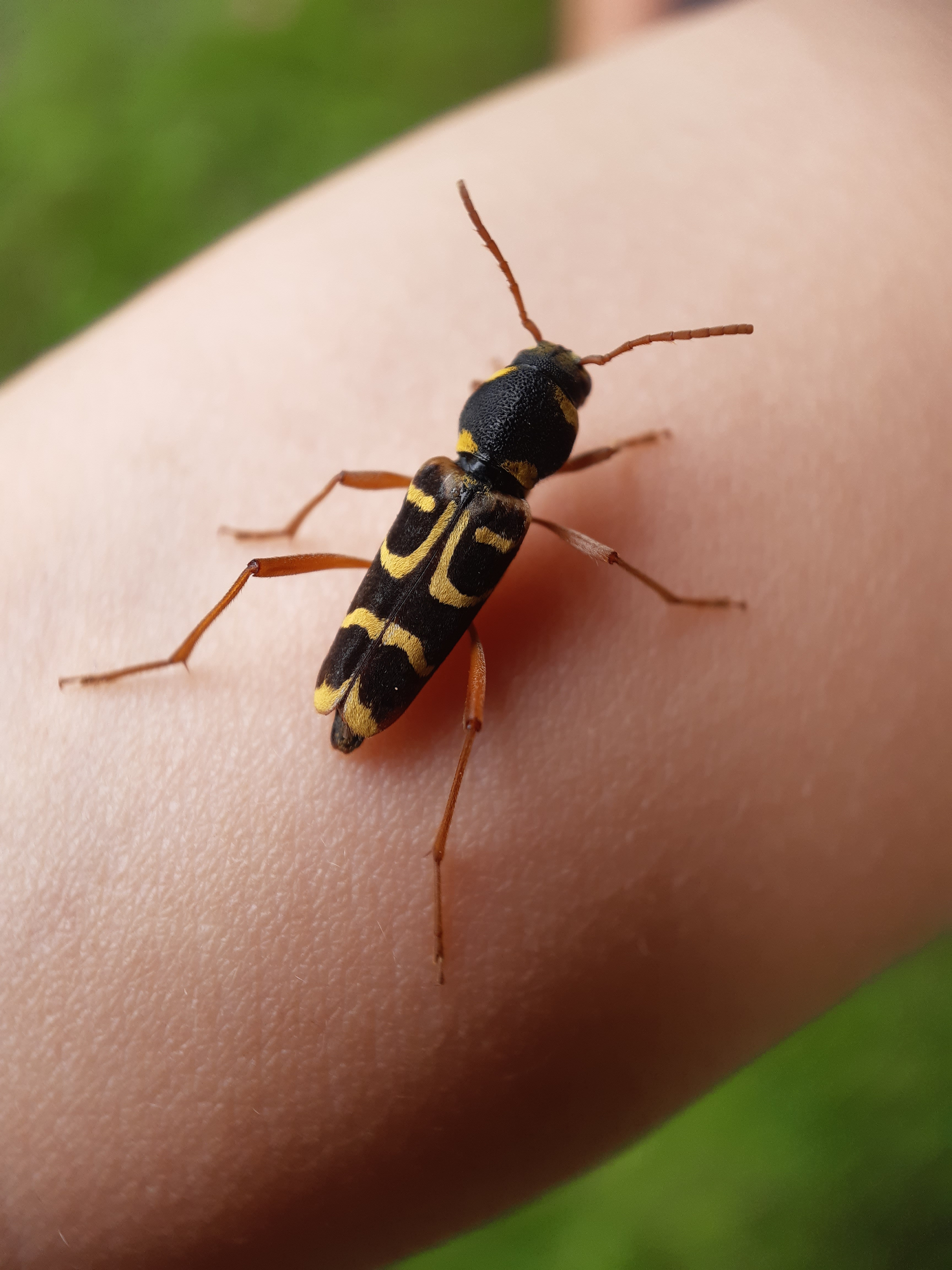
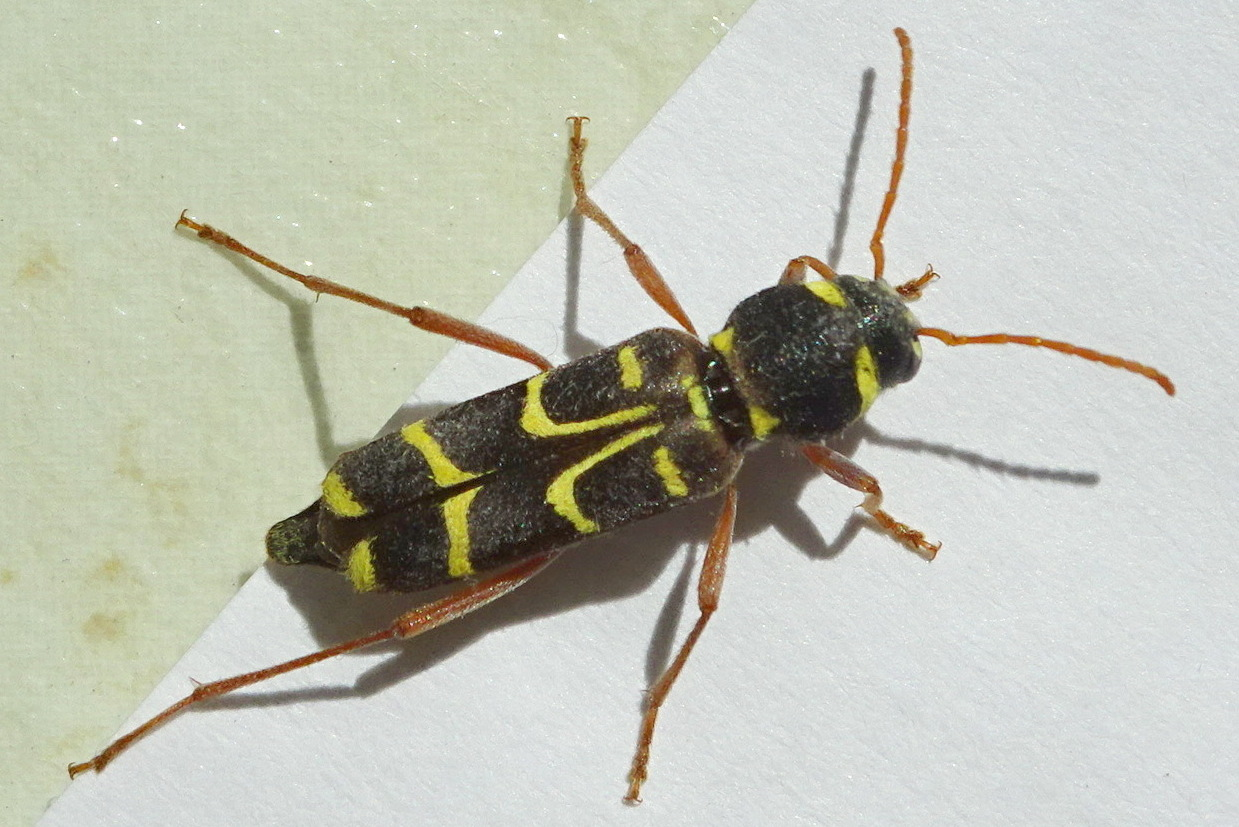